# Contea di Cooke
La contea di Cooke (in inglese Cooke County) è una contea dello Stato del Texas, negli Stati Uniti. La popolazione al censimento del 2010 era di 38 437 abitanti. Il capoluogo di contea è Gainesville. La contea è stata fondata nel 1848 e organizzata l'anno successivo. Prende il nome da William Gordon Cooke, un soldato che combatté nella Guerra d'indipendenza del Texas.
Il repubblicano Drew Springer, Jr., un uomo d'affari di Muenster, rappresenta Cooke County nella Camera dei Rappresentanti del Texas dal gennaio 2013.

## Geografia fisica
| Anno | Popolazione | ±%       |
| ---- | ----------- | -------- |
| 1850 | 220         |          |
| 1860 | 3 760       | 1 609,1% |
| 1870 | 5 315       | 41,4%    |
| 1880 | 20 391      | 283,7%   |
| 1890 | 24 696      | 21,1%    |
| 1900 | 27 494      | 11,3%    |
| 1910 | 26 603      | −3,2%    |
| 1920 | 25 667      | −3,5%    |
| 1930 | 24 136      | −6,0%    |
| 1940 | 24 909      | 3,2%     |
| 1950 | 22 146      | −11,1%   |
| 1960 | 22 560      | 1,9%     |
| 1970 | 23 471      | 4,0%     |
| 1980 | 27 656      | 17,8%    |
| 1990 | 30 777      | 11,3%    |
| 2000 | 36 363      | 18,1%    |
| 2010 | 38 437      | 5,7%     |

Secondo l'Ufficio del censimento degli Stati Uniti d'America la contea ha un'area totale di 898 miglia quadrate (2330 km²), di cui 875 miglia quadrate (2270 km²) sono terra, mentre 24 miglia quadrate (62 km², corrispondenti al 2,6% del territorio) sono costituiti dall'acqua.

### Strade principali
- Interstate 35
- U.S. Highway 77
- U.S. Highway 82
- Farm to Market Road 51

### Contee confinanti
- Contea di Love (nord)
- Contea di Grayson (est)
- Contea di Denton (sud)
- Contea di Wise (sud-ovest)
- Contea di Montague (ovest)

## Amministrazione
La Texas Youth Commission (Commissione Giovanile del Texas) gestisce la Gainesville State School in una zona non incorporata nella Contea di Cooke, ad est di Gainesville. Lo sceriffo della città è Terry Gilbert, mentre il giudice è Jason Brinkley, Il carcere si trova 300 County Road 451, Gainesville. Esso contiene 212 letti.